# Erik Pance
Erik Pance (* 10. April 1991 in Ljubljana, SR Slowenien) ist ein slowenischer Eishockeyspieler, der seit November 2018 beim HDD Jesenice aus der Alps Hockey League unter Vertrag steht. Sein Bruder Žiga ist ebenfalls ein professioneller Eishockeyspieler.

## Karriere
Erik Pance begann seine Karriere als Eishockeyspieler in seiner Heimatstadt in der Nachwuchsabteilung von HDD Olimpija Ljubljana, für dessen Profimannschaft er in der Saison 2006/07 sein Debüt in der slowenischen Eishockeyliga gab und mit der er auf Anhieb Meister wurde. Zur Saison 2008/09 wechselte der Flügelspieler in die Nachwuchsabteilung des schwedischen Proficlubs Malmö Redhawks, kehrte jedoch bereits nach einem halben Jahr nach Ljubljana zurück, für das er in der Saison 2009/10 erstmals in der Österreichischen Eishockey-Liga auflief. Dabei erzielte er in 25 Spielen zwei Tore und gab drei Vorlagen. In der Saison 2010/11 konnte er sich erstmals einen Stammplatz in Ljubljanas Profiteam aus der Österreichischen Eishockey-Liga erkämpfen. In insgesamt 56 Spielen erzielte er dabei vier Tore und gab fünf Vorlagen. Nach dem Saisonende in Österreich lief er zudem für Olimpija in der Slowenischen Eishockeyliga auf. In der Spielzeit 2013/14 spielte er zunächst bei Kajaanin Hokki in der Mestis, der zweithöchsten finnischen Spielklasse. Nach nur sieben dort absolvierten Spielen kehrte er jedoch nach Ljubljana zurück, wo er bis zum Saisonende spielte und seinen vierten slowenischen Titel erringen konnte. Im September 2014 erklärte er mit nur 23 Jahren seinen Rücktritt vom aktiven Sport.
2015 kehrte er als aktiver Spieler aufs Eis zurück und kam mit dem ungarischen Verein Újpesti TE ins Viertelfinale der MOL Liga 2015/16, wobei er 20 Tore und elf Vorlagen erzielte. Zudem bestritt er ein Spiel für HK Slavija Ljubljana in der Inter-National-League und erzielte zwei Tore.
2016/17 nahm er mit HDD Jesenice an der multinationalen Alps Hockey League teil und erzielte dabei am 17. September 2016 das erste Tor der Liga, als er nach 43 Sekunden den 1:0-Führungstreffer gegen den HC Gherdëina erzielte. Durch zwei weitere Treffer gelang ihm dabei auch der erste Hattrick. Beim 10:1-Sieg gegen den EC KAC II am 18. Oktober 2016 erzielte Pance vier Tore und zwei Assists. Mit insgesamt 28 Toren beendete er die Hauptrunde als erfolgreichster Torschütze der Liga und wurde zum Most Valuable Player der AHL gewählt. Jesenice schied erst im Halbfinale aus.
In der folgenden Saison lief er für den italienischen Ligagegner HC Pustertal auf und erzielte 16 Tore in der Hauptrunde. In der Saison 2018/19 startete er für Milano Rossoblu. Nach lediglich neun Spielen für die Mailänder in der Alps Hockey League kehrte Pance im November 2018 zum HDD Jesenice zurück.

### International
Für Slowenien nahm Pance im Juniorenbereich an der U18-Weltmeisterschaft der Division I 2008 sowie der U18-Weltmeisterschaft der Division II 2009 und den U20-Weltmeisterschaften der Division I 2009 und 2011 teil. Besonders bei der U20-WM der Division I 2011, bei der er Mannschaftskapitän Sloweniens war, konnte er überzeugen und wurde zum besten Stürmer der Gruppe B gewählt. Zudem war er der Spieler mit der besten Plus/Minus-Bilanz im Turnierverlauf und gemeinsam mit dem Dänen Nicolai Meyer der Topscorer des Turniers.
Mit der Herren-Auswahl Sloweniens spielte er bei der Weltmeisterschaft 2012 in der Division I und stieg mit dem Team als Turniersieger in die Top-Division auf.

## Erfolge und Auszeichnungen
- 2007 Slowenischer Meister mit dem HDD Olimpija Ljubljana
- 2012 Slowenischer Meister mit dem HDD Olimpija Ljubljana
- 2013 Slowenischer Meister mit dem HDD Olimpija Ljubljana
- 2014 Slowenischer Meister mit dem HDD Olimpija Ljubljana
- 2017 Meiste Tore und wertvollster Spieler der Alps Hockey League
- 2017 Slowenischer Meister mit HDD Jesenice

### International
- 2011 Bester Stürmer der U20-Weltmeisterschaft der Division I, Gruppe B
- 2011 Topscorer der U20-Weltmeisterschaft der Division I, Gruppe B
- 2011 Beste Plus/Minus-Bilanz der U20-Weltmeisterschaft der Division I, Gruppe B
- 2012 Aufstieg in die Top-Division bei der Weltmeisterschaft der Division I, Gruppe A

## ÖEHL-Statistik
(Stand: Ende der Saison 2013/14)